# Devi
Devi (Sanskrit, f., देवी, devī, „Göttin“) ist im Hinduismus einer von mehr als Hundert Namen Shaktis (oder Parvatis oder Kalis), der Gemahlin Shivas. Die männliche Namensform ist Deva.
Sie spielt im Shaktismus als Shakti („Kraft, Energie“) und Adi-Parashakti („ursprüngliche höchste Kraft“) eine Rolle und gilt als Mahadevi („große Göttin“), als einzige Göttin, die alle anderen Göttinnen in sich vereint, denn alle Göttinnen erscheinen demgemäß nur als Ausprägungen von Devis unterschiedlichen Naturen. Das Devi Bhagavata sieht Maheshvari als die primordiale Devi. Die Devi-Upanishad sieht hingegen Mahalakshmi als oberste Göttin. Der kashmirische Shivaismus kennt eine höchste Parashakti.
Die Formen der Devi sind vielfältig: So erscheint sie als Lakshmi, Sarasvati, Durga, Kali, Gauri und Parvati oder als die Mahavidyas. Ihre Manifestationen als Matrikas haben auch eine tantrische Bedeutung als Symbol von Sadhanas zur Umwandlung negativer Emotionen, woraus sich auch ihre Bija – Mantras herleiten.
Die erste schriftliche Quelle, die von Devi als höchstem Wesen und Allgöttin berichtet ist ein Purana aus dem 6. Jahrhundert, das Devi Mahatmya („Lobpreisung der Göttin“). Im Lalita-Sahasranama erscheint die Göttin unter vielen Namen, so als „Wurzel des Daseins“ (Jagatikanda), „Sie, die das Universum transzendiert“ (Vishvadika) oder „Sie, der nichts gleichkommt“ (Nirupama).
Devi gilt als Schöpferin und Beherrscherin des Universums, sie ist der schöpferische Aspekt des Absoluten (Brahman) und universelle Mutter. So wird sie auch „Mata“, Mutter genannt. Devi wird als aktive Kraft (Shakti) gesehen, die sich selbst als Universum manifestiert. Sie ist Urgrund und Wurzel des Daseins und das Dasein selbst und in dieser Funktion auch Maya. Sie gilt als höchste Realität und ist in dieser Form eine aktive, kreative und transzendente Kraft. In einigen Kulten und Mythen überragt sie die männlichen Götter, gilt diesen als übergeordnet und als höchste Erscheinungsform des Absoluten, als absolute Realität und absolute Wahrheit. In diesen Mythen ist Devi die Urkraft, von der die männlichen Götter Anweisungen zur Schöpfung oder Vernichtung erhalten.
Im Devi-Bhagavata-Purana wird sie als Allgöttin folgendermaßen beschrieben:
„Es ist einzig deine Kraft, mit der Brahma erschafft, mit der Vishnu erhält und mit der Shiva am Ende das Universum wieder vernichtet. Deshalb wären sie ohne dein Zutun machtlos und aus diesem Grund bist du allein Schöpfer, Erhalter und Zerstörer der Welt.“

## Devi in der Mythologie
Devis zentrale Rolle in der Mythologie ist die der Schöpferin und Königin des Universums. Sie wird normalerweise als schöne, junge Frau beschrieben, die auf einem Thron im höchsten Himmel sitzt und von tausenden von Untergebenen umgeben ist. In einem Mythos sind die Füße des Thrones der Devi die vier männlichen Hindugötter, so wie in den meisten Mythen diese als Devis Geschöpfe erscheinen. Als Königin der unzähligen Universen und unzähligen Brahmas, Shivas und Vishnus, die aus ihr hervorgehen, ist Devis Funktion das Schöpfen, Erhalten und Zerstören. Es wird gesagt, die Welt werde zerstört, wenn Devi ihre Augen schließt und erstehe wieder, wenn sie ihre Augen öffnet.
Obwohl sie die Königin des Universums ist, nimmt Devi auch eine aktive Rolle in diesem ein, indem sie die Welt beschützt, die kosmische Ordnung aufrechterhält und ihren Kreaturen Schutz und Nahrung gibt. Trotz ihrer Funktion als große Mutter erscheint sie jedoch oft auch als Kriegerin. In dieser Form wird sie mit Durga identifiziert.
Neben ihren kriegerischen und gütigen Formen erscheint Devi auch in schrecklichen Formen. Im Devi Bhagavata Purana wollen die Götter Devi in ihrer kosmischen Form sehen, woraufhin sie vor Schreck erstarren, denn Devi erscheint mit tausenden von Köpfen, tausenden von Augen und tausenden von Füßen. Ihr Körper ist von verzehrenden Flammen bedeckt und ihre Augen strahlen Licht aus, das heller als tausend Sonnen ist. Ihre Zähne zermahlen das Universum und verursachen dabei entsetzliche Geräusche, weshalb die Götter entsetzt zurückweichen.